# Mersey River (vattendrag i Kanada)
Mersey River är ett vattendrag i Kanada.   Det ligger i provinsen Nova Scotia, i den sydöstra delen av landet, 900 km öster om huvudstaden Ottawa.